# Jüdischer Friedhof (Hochheim am Main)

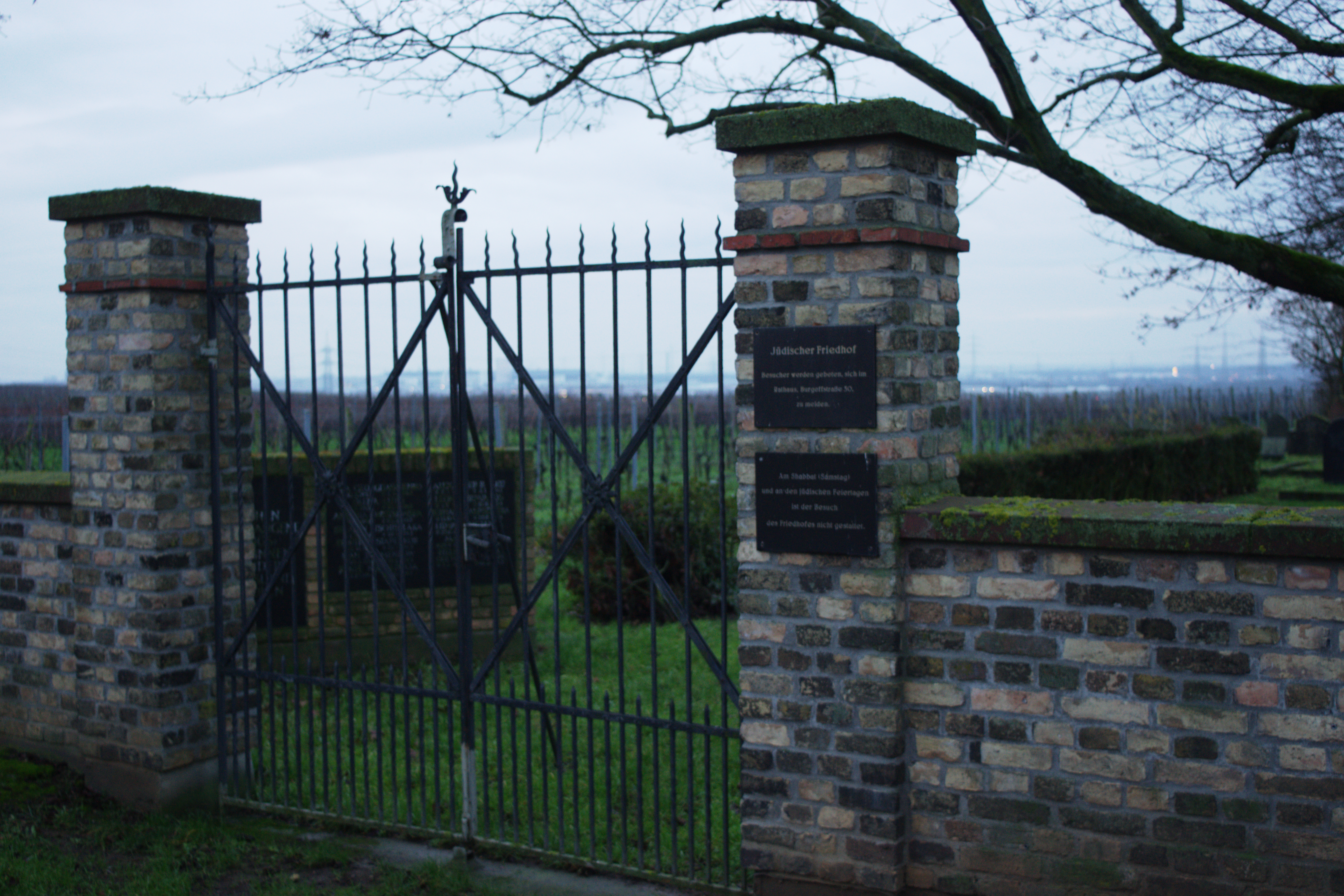
Außenansicht des jüdischen Friedhofs in Hochheim am Main

Der jüdische Friedhof in Hochheim am Main (Main-Taunus-Kreis, Hessen) besteht seit 1909 und liegt außerhalb des Ortes an der Flörsheimer Straße. Er ist ein geschütztes Kulturdenkmal.
Bestattungen auf dem 790 m² großen Friedhof fanden zwischen 1912 und 1939 statt. Während des Zweiten Weltkriegs wurden die Grabsteine umgeworfen und nach Kriegsende 1945 wieder hergerichtet.